# Matchbox (film)
Matchbox je připravovaný americký akční dobrodružný komediální film režiséra Sama Hargrava, který by měl být uveden do kin na podzim roku 2026. Scenáristy filmu jsou David Coggeshall a Jonathan Tropper. V hlavních rolích účinkují John Cena, Jessica Biel, Sam Richardson, Arturo Castro, Teyonah Parris, Randeep Hooda, Danai Gurira a Corey Stoll.

## Obsazení
| John Cena      |
| Jessica Biel   |
| Sam Richardson |
| Arturo Castro  |
| Teyonah Parris |
| Randeep Hooda  |
| Danai Gurira   |
| Corey Stoll    |

## Produkce
Natáčení začalo v lednu 2025 v Budapešti. Dále se natáčelo v marocké Casablance, ve městě Erfoud a vesnici Merzouga. Natáčelo se také na Slovensku, kde štáb dokončil natáčení 7. dubna 2025, a v Los Angeles.